# Irina Ósipova
Irina Víktorovna Ósipova, en Ruso:Ирина Викторовна Осипова-Минаева (nacida el 25 de junio de 1981 en Moscú, Rusia) es una jugadora de baloncesto rusa. Tiene un importante palmarés con Rusia, habiendo conseguido 10 medallas en competiciones internacionales.